# Благовещенский сельсовет (Воскресенский район)
Благове́щенский сельсове́т — сельское поселение в Воскресенском районе Нижегородской области
Административный центр — деревня Асташиха .

## История
Статус и границы сельского поселения установлены Законом Нижегородской области от 15 июня 2004 года № 60-З «О наделении муниципальных образований — городов, рабочих посёлков и сельсоветов Нижегородской области статусом городского, сельского поселения».

## Население
| 2002 | 2010 | 2012 | 2013 | 2014 | 2015 | 2016 |
| ---- | ---- | ---- | ---- | ---- | ---- | ---- |
| 1151 | ↘908 | ↘878 | ↘849 | ↗852 | ↘825 | ↘794 |
| 2017 | 2018 | 2019 | 2020 | 2021 |      |      |
| ↘790 | ↘776 | ↘759 | ↗770 | ↘577 |      |      |

## Состав сельского поселения
| №  | Населённый пункт | Тип населённого пункта          | Население |
| -- | ---------------- | ------------------------------- | --------- |
| 1  | Аносово          | деревня                         | ↘2        |
| 2  | Апариха          | деревня                         | ↘0        |
| 3  | Асташиха         | деревня, административный центр | ↘323      |
| 4  | Благовещенское   | село                            | ↘57       |
| 5  | Знаменское       | село                            | ↘19       |
| 6  | Карасиха         | деревня                         | ↘29       |
| 7  | Кладовка         | деревня                         | ↘15       |
| 8  | Коробиха         | деревня                         | ↘10       |
| 9  | Красное          | деревня                         | ↘74       |
| 10 | Левиха           | деревня                         | ↗42       |
| 11 | Пичужиха         | деревня                         | ↘37       |
| 12 | Погатиха         | село                            | ↘47       |
| 13 | Попиха           | деревня                         | ↘46       |
| 14 | Поползуха        | деревня                         | ↗15       |
| 15 | Прудовка         | деревня                         | ↘40       |
| 16 | Пузеево          | деревня                         | ↘6        |
| 17 | Семеново         | деревня                         | ↘20       |
| 18 | Соловьиха        | деревня                         | ↘28       |
| 19 | Стрелиха         | деревня                         | ↘31       |
| 20 | Шишкино          | деревня                         | ↘67       |